# Nekrolog 3. Quartal 1923
Nekrolog
◄◄
| ◄
| 1919
| 1920
| 1921
| 1922
| 1923 | 1924 | 1925 | 1926 | 1927 | ► | ►►
1. Quartal |
2. Quartal |
3. Quartal |
4. Quartal 1923
Weitere Ereignisse | Allgemeiner Nekrolog 1923
Die Beschreibung der verstorbenen Person sollte so kurz wie möglich gehalten sein und nur deren signifikante Tätigkeit(en) enthalten.
Neue Namen ggf. auch unter dem Geburts- und Sterbedatum, also etwa unter 1. Januar und im Geburts- und Sterbejahr (2024) eintragen (nur bei entsprechender großer Wichtigkeit). Für Beispiele siehe die schon vorhandenen Artikel.
Außerdem über die fünf zuletzt Verstorbenen, zu denen es einen ausreichend guten Artikel für eine Präsentation auf der Hauptseite gibt, nach der todesbedingten Überarbeitung der Artikel ggf. auch unter Wikipedia Diskussion:Hauptseite informieren und sie am besten auch in den anderen Wikipedia-Sprachversionen eintragen. Tipp: Regelmäßig bei news.google.de nach „ist tot“, „gestorben“ oder „verstorben“ suchen.
Wenn eine Person gestorben ist, gibt es viele Seiten zu dieser Person in der Wikipedia, die davon auch betroffen sind und entsprechend aktualisiert werden müssen. Beispiele: Namenübersichtsseite, Geburtsjahr, Geburtsort-Seiten und viele mehr.
Wie finde ich die betroffenen Seiten?
Im Suchfeld auf der linken Seite gibt man den Suchbegriff so ein: „Vorname Nachname“. Dann klickt man auf Volltext und alle Seiten mit entsprechendem Suchtext werden aufgerufen. Hier sieht man dann schnell, wo auch das Todesjahr Sinn macht oder sogar ein Teil des Artikels angepasst werden muss. Auch hilft das „Werkzeug“ auf der linken Seite sehr gut, um solche Seiten aufzufinden: „Links auf diese Seite“. Somit ist die Wikipedia wieder aktuell in allen Bereichen! Hinweis: bei Eintragung der Kategorie „Gestorben JAHR“ wird der Missbrauchsfilter 49 ausgelöst, was jedoch nicht schlimm ist. Siehe: Spezial:Missbrauchsfilter/49
Dies ist eine Liste von im dritten Quartal 1923 verstorbenen bekannten Persönlichkeiten. Die Einträge erfolgen innerhalb der einzelnen Daten alphabetisch sortiert. Tiere sind im Nekrolog für Tiere zu finden.

## Juli
| Tag      | Name                                 | Beruf, bekannt als                                                                                                 | Alter | Beleg |
| -------- | ------------------------------------ | --- | ----- | ----- |
| 1. Juli  | Camille Benoît                       | französischer Komponist, Musikkritiker, Kunstsammler und Kunsthistoriker                                           | 71    |       |
| 1. Juli  | Frederick Stevens                    | US-amerikanischer Politiker                                                                                        | 62    |       |
| 2. Juli  | Natale Albisetti                     | Schweizer Bildhauer                                                                                                | 59    |       |
| 2. Juli  | Heinrich Byk                         | deutscher Chemiker und Unternehmer                                                                                 | 77    |       |
| 2. Juli  | Hermann Gießelmann                   | Landtagsabgeordneter Waldeck                                                                                       | 84    |       |
| 3. Juli  | Richard von Drasche-Wartinberg       | österreichischer Industrieller, Asienforscher und Maler                                                            | 73    |       |
| 3. Juli  | Conrad Steinbrecht                   | deutscher Architekt, Baubeamter und Denkmalpfleger                                                                 | 73    |       |
| 5. Juli  | Théophile Seyrig                     | deutschstämmiger, belgischer Architekt                                                                             | 80    |       |
| 6. Juli  | Donald Murray                        | schottischer Politiker                                                                                             | 60    |       |
| 7. Juli  | Carl Oscar Boije af Gennäs           | schwedischer Notensammler                                                                                          | 74    |       |
| 7. Juli  | Friedrich Christian Correns          | deutscher Kaufmann und Wirtschafts-Manager                                                                         | 59    |       |
| 7. Juli  | Abílio de Guerra Junqueiro           | portugiesischer Dichter, Satiriker, Diplomat und Politiker                                                         | 72    |       |
| 7. Juli  | Guilelm Şorban                       | rumänischer Komponist und Pianist                                                                                  | 47    |       |
| 8. Juli  | Sydney Samuel Hough                  | britischer Astronom                                                                                                | 53    |       |
| 8. Juli  | Adolph Kirdorf                       | deutscher Montanindustrieller                                                                                      | 78    |       |
| 8. Juli  | Max von Kleist                       | preußischer Offizier, zuletzt Generalmajor                                                                         | 78    |       |
| 8. Juli  | Maria Lichtenegger                   | österreichische Katholikin                                                                                         | 16    |       |
| 9. Juli  | William R. Day                       | US-amerikanischer Diplomat, Jurist und Politiker                                                                   | 74    |       |
| 9. Juli  | Matthias Höhler                      | deutscher römisch-katholischer Theologe                                                                            | 76    |       |
| 10. Juli | Wilhelm Büchting                     | deutscher evangelischer Theologe und Regionalgeschichtsautor                                                       | 59    |       |
| 10. Juli | Adalbert Dungel                      | österreichischer Ordensgeistlicher, Abt von Stift Göttweig und Politiker, Landtagsabgeordneter                     | 81    |       |
| 10. Juli | Luther W. Mott                       | US-amerikanischer Politiker                                                                                        | 48    |       |
| 10. Juli | Joaquín Pereira Becerra              | ecuadorianischer Militär                                                                                           | 84    |       |
| 11. Juli | Siegmund Auerbach                    | deutscher Neurologe                                                                                                | 57    |       |
| 11. Juli | Reinhold Rüegg                       | Schweizer Pädagoge, Journalist und Mitglied des Zürcher Verfassungsrats                                            | 80    |       |
| 11. Juli | Hans Schatzmann                      | Schweizer Richter, Beamter und Bundeskanzler                                                                       | 74    |       |
| 11. Juli | Carl Sinning                         | deutscher Gutsbesitzer und Abgeordneter des Provinziallandtages der preußischen Provinz Hessen-Nassau              | 73    |       |
| 11. Juli | Friedrich Ernst Wolfrom              | deutscher Historienmaler und Radierer                                                                              | 66    |       |
| 12. Juli | Ernst Otto Beckmann                  | deutscher Chemiker                                                                                                 | 70    |       |
| 12. Juli | William P. Dillingham                | US-amerikanischer Politiker                                                                                        | 79    |       |
| 12. Juli | Josef Schoyerer                      | deutscher Landschaftsmaler                                                                                         | 79    |       |
| 12. Juli | August Servaes                       | deutscher Industrie-Manager, Lobbyist und Politiker, MdR                                                           | 90    |       |
| 12. Juli | Friedrich Stein                      | deutscher Rechtswissenschaftler                                                                                    | 64    |       |
| 12. Juli | Robert Wiedersheim                   | deutscher Anatom                                                                                                   | 75    |       |
| 13. Juli | Arthur René Jean Baptiste Bavay      | französischer Marinearzt, Herpetologe, Parasitologe und Malakologe                                                 | 83    |       |
| 13. Juli | Elvira Castner                       | deutsche Lehrerin, Zahnärztin und Frauenrechtlerin                                                                 | 79    |       |
| 13. Juli | Karl Dissel                          | deutscher Philologe und Gymnasiallehrer                                                                            | 66    |       |
| 13. Juli | Louis Ganne                          | französischer Komponist und Dirigent                                                                               | 61    |       |
| 13. Juli | Asger Hamerik                        | dänischer Komponist und Dirigent                                                                                   | 80    |       |
| 13. Juli | Julius Kunkler                       | Schweizer Architekt und Maler                                                                                      | 78    |       |
| 13. Juli | Zachary D. Massey                    | US-amerikanischer Politiker                                                                                        | 58    |       |
| 13. Juli | Charles Dwight Sigsbee               | US-amerikanischer Marineoffizier                                                                                   | 78    |       |
| 14. Juli | Ernesto Azzini                       | italienischer Radrennfahrer                                                                                        | 37    |       |
| 14. Juli | Joseph Ebers                         | deutscher Architekt und Diözesanbaumeister                                                                         |       |       |
| 14. Juli | Elise Fontane                        | jüngste Schwester Theodor Fontanes                                                                                 | 85    |       |
| 14. Juli | Gustav Haensel                       | deutscher Unternehmer, Stadtverordnetenvorsteher und Ehrenbürger von Pirna                                         | 81    |       |
| 14. Juli | Alexander Marmorek                   | österreichischer Bakteriologe und Zionist                                                                          | 58    |       |
| 15. Juli | Simon Sinowjewitsch Alapin           | russischer Schachspieler                                                                                           | 66    |       |
| 15. Juli | Ludwig Hofbauer                      | österreichischer Vedutenmaler und Aquarellist                                                                      | 79    |       |
| 15. Juli | Franz Josef Hoop                     | liechtensteinischer Politiker (VP)                                                                                 | 52    |       |
| 15. Juli | Otto Hörmann von Hörbach             | bayerischer Adeliger und Mediziner; Obermedizinalrat                                                               | 75    |       |
| 15. Juli | Wilhelm Jerusalem                    | österreichischer Philosoph und Pädagoge                                                                            | 68    |       |
| 15. Juli | Henri Moser                          | Schweizer Forschungsreisender, Kaufmann, Kunstsammler und Mäzen                                                    | 79    |       |
| 16. Juli | Maria Albrecht                       | deutsche Schriftstellerin                                                                                          | 73    |       |
| 16. Juli | Josep Berga i Boada                  | katalanischer Maler                                                                                                | 51    |       |
| 16. Juli | Horace Caulkins                      | US-amerikanischer Erfinder und Keramikkünstler                                                                     | 73    |       |
| 16. Juli | Louis Couperus                       | niederländischer Autor                                                                                             | 60    |       |
| 17. Juli | John Strathearn Hendrie              | kanadischer Offizier und Politiker, Vizegouverneur von Ontario                                                     | 65    |       |
| 17. Juli | Karel Klostermann                    | tschechischer und deutscher Schriftsteller                                                                         | 75    |       |
| 17. Juli | Theodor Rosetti                      | rumänischer Politiker                                                                                              | 86    |       |
| 17. Juli | Philipp Stauff                       | deutscher Journalist, Publizist und völkischer Schriftsteller                                                      | 47    |       |
| 17. Juli | Edwin Suermondt                      | deutscher Jurist, Kunsthistoriker und Kunstsammler                                                                 | 40    |       |
| 18. Juli | Beatrice Dovsky                      | österreichische Schriftstellerin und Schauspielerin                                                                | 56    |       |
| 18. Juli | Emanuel Hegenbarth                   | deutscher Maler und Zeichner                                                                                       | 55    |       |
| 18. Juli | Caspar Ritter                        | Schweizer Maler und Hochschullehrer                                                                                | 62    |       |
| 19. Juli | Auguste Bouché-Leclercq              | französischer Althistoriker                                                                                        | 80    |       |
| 19. Juli | William Holabird                     | US-amerikanischer Architekt                                                                                        | 68    |       |
| 19. Juli | Daniel Nyblin                        | finnischer Porträtfotograf                                                                                         | 67    |       |
| 19. Juli | Johann Martin Schmid                 | deutscher Orgelbauer                                                                                               | 75    |       |
| 20. Juli | Nikolai Wassiljewitsch Parijski      | russischer Chirurg und Orthopäde                                                                                   | 65    |       |
| 20. Juli | Pancho Villa                         | mexikanischer Freiheitskämpfer, Outlaw, Volksheld, Revolutionär                                                    |       |       |
| 21. Juli | Adolph von Holzhausen                | deutscher Offizier und Stifter                                                                                     | 56    |       |
| 22. Juli | František Albert                     | tschechischer Arzt, Erzähler, Journalist und Übersetzer                                                            | 67    |       |
| 22. Juli | Alois Hartl                          | deutscher Geistlicher, Weihbischof der Erzdiözese München und Freising                                             | 77    |       |
| 22. Juli | Karl Krafft-Lortzing                 | Dirigent und Komponist                                                                                             | 67    |       |
| 23. Juli | Alexander Christian von Buttel       | deutscher Jurist und Regierungspräsident                                                                           | 87    |       |
| 23. Juli | Charles Dupuy                        | französischer Politiker                                                                                            | 71    |       |
| 23. Juli | Francisco de Paula Mendoza y Herrera | mexikanischer Geistlicher, Erzbischof von Durango                                                                  | 70    |       |
| 24. Juli | Max Alphonse Erismann                | Schweizer Politiker (FDP)                                                                                          | 75    |       |
| 25. Juli | Alfred Feldmann                      | deutscher Fabrikant, Präsident der Gewerbekammer Bremen, Politiker, MdBB                                           | 83    |       |
| 25. Juli | Alexander Iwanowitsch Pawlow         | russischer Botschafter                                                                                             | 62    |       |
| 26. Juli | Alexander Ellinger                   | deutscher Pharmakologe                                                                                             | 53    |       |
| 27. Juli | Max Gmür                             | Schweizer Rechtswissenschaftler, Rechtshistoriker und Hochschullehrer                                              | 52    |       |
| 27. Juli | Nicolò Marini                        | italienischer Kardinal der römisch-katholischen Kirche                                                             | 79    |       |
| 28. Juli | August Brinkmann                     | deutscher Klassischer Philologe                                                                                    | 59    |       |
| 28. Juli | Matthias May                         | deutscher Maler und Grafiker                                                                                       | 39    |       |
| 28. Juli | James McLaughlin                     | US-amerikanischer Indianeragent und Agent des Bureau of Indian Affairs (BIA)                                       | 81    |       |
| 28. Juli | André Sordet                         | französischer General                                                                                              | 71    |       |
| 28. Juli | Otto Vesper                          | deutscher Politiker (SPD)                                                                                          | 48    |       |
| 29. Juli | Heinrich Wilhelm Appel               | deutscher Lebensmittelfabrikant, verhalf durch die verbesserte deutsche „Majonäse“ dem Namen Appel zur Weltgeltung | 72    |       |
| 29. Juli | Eduard Firmenich-Richartz            | deutscher Kunsthistoriker                                                                                          | 58    |       |
| 29. Juli | Georg von Kleist                     | preußischer General der Kavallerie sowie Politiker                                                                 | 70    |       |
| 29. Juli | Carl Oberg                           | deutscher Mediziner                                                                                                | 69    |       |
| 30. Juli | Gottfried Bangerter                  | Schweizer Unternehmer                                                                                              | 76    |       |
| 31. Juli | Adam Frasunkiewicz                   | deutscher Politiker (SPD, USPD), MdBB                                                                              | 49    |       |
| 31. Juli | Willy Gretor                         | deutsch-dänischer Maler und Kunsthändler                                                                           | 55    |       |

## August
| Tag        | Name                                     | Beruf, bekannt als | Alter | Beleg |
| ---------- | ---------------------------------------- | --- | ----- | ----- |
| 1. August  | Theophil Forchhammer                     | Schweizer Komponist, Kirchenmusiker und Organist                                                                              | 76    |       |
| 1. August  | Theodor Hansen                           | deutscher evangelisch-lutherischer Geistlicher und Oberkirchenrat in Oldenburg                                                | 86    |       |
| 1. August  | Wilhelm Jansson                          | schwedisch-deutscher Gewerkschafter                                                                                           | 46    |       |
| 2. August  | George Alexander                         | US-amerikanischer Politiker                                                                                                   | 83    |       |
| 2. August  | Hugo Gaudig                              | deutscher Reformpädagoge, Schuldirektor in Leipzig                                                                            | 62    |       |
| 2. August  | Warren G. Harding                        | US-amerikanischer Politiker, 29. Präsident der USA (1921–1923)                                                                | 57    |       |
| 2. August  | Lew Alexandrowitsch Michelson            | ukrainisch-russischer Jurist und Unternehmer                                                                                  | 61    |       |
| 2. August  | Aurelio Silva                            | chilenischer Violinist und Musikpädagoge                                                                                      | 56    |       |
| 3. August  | Jacoba van Heemskerck                    | niederländische Malerin | 47    |       |
| 4. August  | Edward Hutton                            | britischer Generalleutnant | 74    |       |
| 5. August  | Vatroslav Jagić                          | Slawist | 85    |       |
| 5. August  | Ahmed Kamal                              | ägyptischer Ägyptologe | 72    |       |
| 6. August  | Carl Alfred Osann                        | deutscher Mineraloge und Petrologe                                                                                            | 63    |       |
| 7. August  | Julius Freiherr von der Heydte           | Münchner Jurist und Polizeipräsident                                                                                          | 58    |       |
| 8. August  | Oskar Cassel                             | deutscher Politiker | 74    |       |
| 8. August  | Adalbert Hengsberger                     | letzter Bürgermeister der Stadt Bockenheim                                                                                    | 70    |       |
| 9. August  | Victor II. Amadeus von Ratibor           | preußischer Politiker und Standesherr                                                                                         | 75    |       |
| 10. August | Raphael Pumpelly                         | amerikanischer Geologe und Entdecker                                                                                          | 85    |       |
| 10. August | Agostino Richelmy                        | Kardinal und Erzbischof von Turin                                                                                             | 72    |       |
| 10. August | Friedrich Rösch                          | deutsch-ungarischer Pädagoge und Pionier des Feuerwehrwesens in Westungarn                                                    | 91    |       |
| 10. August | Joaquín Sorolla                          | spanischer Maler | 60    |       |
| 10. August | Josef Titta                              | Gründer und Obmann des Deutschen Volksrates für Böhmen und Kämpfer der Autonomiebestrebung der Deutschen in Böhmen und Mähren | 60    |       |
| 11. August | Francisco Joaquim Ferreira do Amaral     | portugiesischer Militär und Politiker, Regierungschef                                                                         | 80    |       |
| 11. August | J. Robert Lamar                          | US-amerikanischer Politiker                                                                                                   | 57    |       |
| 11. August | Theodor Rumpel                           | deutscher Internist | 61    |       |
| 11. August | Alfred Angas Scott                       | englischer Ingenieur und Geschäftsmann                                                                                        | 48    |       |
| 12. August | Bernhard von Prittwitz und Gaffron       | Landesältester von Oberschlesien                                                                                              | 78    |       |
| 13. August | Bernard Gravier                          | französischer Degenfechter | 42    |       |
| 14. August | Jacob Theodoor Cremer                    | niederländischer Politiker und Wirtschaftsmanager                                                                             | 76    |       |
| 14. August | Karl Friedrich Moest                     | deutscher Bildhauer | 85    |       |
| 14. August | Konstantin von der Pahlen                | deutsch-baltischer russischer Staatsmann und Forschungsreisender                                                              | 62    |       |
| 14. August | Bernhard Rathke                          | deutscher Chemiker | 83    |       |
| 15. August | Johann Ackerl                            | österreichischer katholischer Priester, Stiftsherr und Professor an St. Florian, Schriftsteller                               | 71    |       |
| 15. August | Hans Friedrich Geitel                    | deutscher Physiker | 68    |       |
| 15. August | Vali von der Osten                       | deutsche Opernsängerin (Sopran)                                                                                               | 40    |       |
| 15. August | Leopold Rosenak                          | deutscher Rabbiner | 54    |       |
| 15. August | Karl Ludwig Friedrich Wagner             | deutscher Maler | 84    |       |
| 16. August | Karl Nordström                           | schwedischer Maler | 68    |       |
| 16. August | Horace Parnell Tuttle                    | US-amerikanischer Astronom | 86    |       |
| 17. August | William Pickford, 1. Baron Sterndale     | britischer Jurist | 74    |       |
| 17. August | Georg Stamm                              | deutscher Landwirt, Bürgermeister und Politiker (Zentrum), MdR                                                                | 67    |       |
| 18. August | Anna Czillich                            | ungarische Malerin | 24    |       |
| 18. August | Anton Reiser                             | deutscher Verwaltungsbeamter und Politiker                                                                                    | 54    |       |
| 19. August | Vilfredo Pareto                          | italienischer Ingenieur, Ökonom und Soziologe                                                                                 | 75    |       |
| 20. August | Clemens Heidenreich Droste zu Vischering | deutscher Gutsbesitzer und Politiker, MdR                                                                                     | 91    |       |
| 20. August | Gerhard Eberlein                         | deutscher evangelisch-lutherischer Theologe und Kirchenhistoriker                                                             | 65    |       |
| 20. August | Wilhelm von Königsmarck                  | deutscher Rittergutsbesitzer, Verwaltungsbeamter und Parlamentarier                                                           | 81    |       |
| 20. August | Karl Odermatt                            | Schweizer Politiker | 72    |       |
| 20. August | Lawrence Worthington Parsons             | britischer Generalleutnant | 73    |       |
| 21. August | Robert Kleissl                           | österreichischer Politiker (CSP), Abgeordneter zum Nationalrat                                                                | 35    |       |
| 22. August | Wilhelm von Bippen                       | deutscher Historiker | 78    |       |
| 22. August | Edmund Diehl                             | Landtagsabgeordneter Großherzogtum Hessen                                                                                     | 66    |       |
| 22. August | William H. Meyer                         | deutschamerikanischer Politiker                                                                                               | 76    |       |
| 23. August | Franz Alexander Maschke                  | deutscher Politiker, MdL (Königreich Sachsen)                                                                                 | 78    |       |
| 23. August | Albert Moritz Wolff                      | deutscher Bildhauer und Medailleur                                                                                            | 69    |       |
| 24. August | Conrad Abelard Fontova i Planes          | katalanisch-argentinischer Pianist und Komponist                                                                              | 57    |       |
| 24. August | Louis von Heydebreck                     | preußischer Generalleutnant                                                                                                   | 83    |       |
| 24. August | Josef Joos                               | deutscher Politiker (SPD), MdL                                                                                                | 77    |       |
| 24. August | Katō Tomosaburō                          | 21. Premierminister Japans | 62    |       |
| 24. August | William F. McNagny                       | US-amerikanischer Politiker                                                                                                   | 73    |       |
| 24. August | Helene Staegemann                        | deutsche Sängerin (Sopran) | 46    |       |
| 24. August | Kate Douglas Wiggin                      | US-amerikanische Kinderbuchautorin                                                                                            | 66    |       |
| 25. August | Leonhard Mamlock                         | deutscher Chemiker | 45    |       |
| 25. August | Hermann Mehl                             | deutscher Zauberkünstler, Schausteller und Theatergründer                                                                     | 79    |       |
| 25. August | Georg Schönberger                        | Landtagsabgeordneter Großherzogtum Hessen                                                                                     | 84    |       |
| 25. August | Francisco Villanueva                     | philippinischer Politiker | 55    |       |
| 26. August | Hertha Marks Ayrton                      | englische Mathematikerin, Elektroingenieurin und Erfinderin                                                                   | 69    |       |
| 26. August | Raiko Daskalow                           | bulgarischer Politiker und Diplomat                                                                                           | 36    |       |
| 26. August | Rudolf Eibach                            | deutscher evangelischer Theologe und Kirchenrat                                                                               | 81    |       |
| 26. August | Enrico Giaccone                          | italienischer Automobilrennfahrer                                                                                             | 33    |       |
| 26. August | Max Heilmaier                            | deutscher Bildhauer | 54    |       |
| 26. August | Anton Herwarth von Bittenfeld            | preußischer General der Infanterie                                                                                            | 82    |       |
| 26. August | Aristides Phoutrides                     | griechischer Altphilologe und Neogräzist                                                                                      | 36    |       |
| 27. August | Georges de la Chapelle                   | französischer Tennisspieler                                                                                                   | 55    |       |
| 27. August | Gustav von Heyer                         | deutscher Jurist, Regierungspräsident und Politiker, MdR                                                                      | 84    |       |
| 27. August | Viktor von Kraus                         | österreichischer Offizier | 79    |       |
| 28. August | Adolf Huschke                            | deutscher Radrennfahrer | 31    |       |
| 28. August | Elisabeth Vilma Lwoff-Parlaghy           | ungarische Malerin | 60    |       |
| 29. August | Anastasia von Griechenland               | US-amerikanische Erbin und durch Heirat gehörte sie dem europäischen Adel an                                                  |       |       |
| 29. August | Paul Graf von Hoensbroech                | deutscher Jurist, Philosoph und Jesuit, Gegner des ultramontanen Katholizismus                                                | 71    |       |
| 29. August | Georg Marco                              | österreichischer Schachmeister und -publizist                                                                                 | 59    |       |
| 29. August | Josef Rabl                               | österreichischer Alpinist und Reisebuchautor                                                                                  | 79    |       |
| 29. August | Hans Schmidt                             | deutscher Musiker und Dichter                                                                                                 | 68    |       |
| 30. August | Aaron Isaakowitsch Sundelewitsch         | russischer Revolutionär |       |       |
| 31. August | Emil Jülich                              | deutscher Liedermacher und Karnevalsschlager-Komponist                                                                        | 69    |       |
| 31. August | Gerrit Kalff                             | niederländischer Niederlandist                                                                                                | 67    |       |
| 31. August | Ramón Unzaga                             | spanisch-chilenischer Fußballspieler                                                                                          | 31    |       |
| 31. August | Shapland Hugh Swinny                     | irischer Ökonom | 66    |       |
| 31. August | Ernest van Dyck                          | belgischer Journalist, Autor und Opernsänger (Tenor)                                                                          | 62    |       |

## September
| Tag           | Name                                         | Beruf, bekannt als | Alter | Beleg |
| ------------- | -------------------------------------------- | --- | ----- | ----- |
| 1. September  | Hector Durville                              | französischer Okkultist und Autor                                                                                      | 74    |       |
| 1. September  | Max Lange                                    | deutscher Gospieler | 40    |       |
| 1. September  | Joseph Schweig                               | deutscher Glasindustrieller und Politiker                                                                              | 73    |       |
| 2. September  | J. Campbell Cantrill                         | US-amerikanischer Politiker                                                                                            | 53    |       |
| 2. September  | James E. Harris                              | US-amerikanischer Politiker                                                                                            | 83    |       |
| 2. September  | Adolf Klose                                  | Obermaschinenmeister der Königlich Württembergischen Staats-Eisenbahnen                                                | 79    |       |
| 2. September  | Lawrence Pentland                            | kanadischer Lacrossespieler                                                                                            | 44    |       |
| 2. September  | Antonia Simmler                              | deutsche Illustratorin                                                                                                 | 71    |       |
| 3. September  | Felix Coblenz                                | deutscher Pädagoge und Rabbiner                                                                                        | 59    |       |
| 3. September  | Erastus C. Knight                            | US-amerikanischer Geschäftsmann und Politiker                                                                          | 66    |       |
| 3. September  | Abraham Langschur                            | böhmischer Geschäftsmann                                                                                               | 82    |       |
| 3. September  | Albert Stutzer                               | deutscher Agrikulturchemiker                                                                                           | 74    |       |
| 4. September  | Thomas Sebastian Byrne                       | US-amerikanischer Geistlicher, Bischof von Nashville                                                                   | 82    |       |
| 4. September  | Paul Friedlaender                            | deutscher Chemiker | 66    |       |
| 4. September  | Howard Wilcox                                | US-amerikanischer Autorennfahrer                                                                                       | 34    |       |
| 6. September  | Pedro José Escalón                           | Präsident von El Salvador                                                                                              | 76    |       |
| 6. September  | Walter de Gruyter                            | deutscher Kaufmann und Verleger                                                                                        | 61    |       |
| 6. September  | Dudley Le Souëf                              | australischer Zoologe, Zoodirektor und Naturfotograf                                                                   | 66    |       |
| 6. September  | Ehrenreich von Redern                        | preußischer Generalmajor                                                                                               | 75    |       |
| 7. September  | James V. Ganly                               | US-amerikanischer Politiker                                                                                            | 44    |       |
| 7. September  | Nikolai von Glehn                            | deutschbaltischer Gutsherr und Architekt                                                                               | 82    |       |
| 7. September  | Carl Paschen                                 | deutscher Marineoffizier, zuletzt Konteradmiral                                                                        | 65    |       |
| 8. September  | Ugo Sivocci                                  | italienischer Automobilrennfahrer                                                                                      | 38    |       |
| 9. September  | Hermes Rodrigues da Fonseca                  | brasilianischer Marschall, Politiker und Präsident                                                                     | 68    |       |
| 9. September  | Angelika Hoerle                              | deutsche Malerin, Kölner Dadaistin                                                                                     | 23    |       |
| 9. September  | Édouard Moullé                               | französischer Klavierbauer, Komponist und Verleger                                                                     | 78    |       |
| 9. September  | August Nattermann                            | deutscher Unternehmer                                                                                                  | 62    |       |
| 10. September | Volkmar von Arnim                            | deutscher Marineoffizier, zuletzt Admiral                                                                              | 75    |       |
| 10. September | Maximilian Bern                              | deutscher Schriftsteller                                                                                               | 73    |       |
| 10. September | Carl Heins                                   | deutscher Pianist und Komponist                                                                                        | 64    |       |
| 10. September | Håkon Løken                                  | norwegischer Jurist, Journalist und Politiker                                                                          | 63    |       |
| 10. September | Sukumar Ray                                  | bengalischer indischer Kinderautor, Illustrator und Herausgeber                                                        | 35    |       |
| 10. September | Adele von Stark                              | österreichische Emailkünstlerin                                                                                        | 64    |       |
| 11. September | Al-Mahdi al-Wazzani                          | marokkanischer islamisch-malakitischer Gelehrter                                                                       |       |       |
| 11. September | Pietro Delugan                               | Meraner Baumeister | 69    |       |
| 11. September | Natalie Häpke                                | deutsche Klassische Philologin                                                                                         | 52    |       |
| 11. September | Siegmund Lubin                               | Wegbereiter des Films                                                                                                  | 72    |       |
| 11. September | Ole Østmo                                    | norwegischer Sportschütze                                                                                              | 56    |       |
| 11. September | Jozef van Reeth                              | belgischer Jesuit, Missionar und Bischof                                                                               | 80    |       |
| 12. September | Josef Lutschounig von Felsenhof              | Offizier der österreichisch-ungarischen Armee                                                                          | 60    |       |
| 12. September | Richmond Pearson                             | US-amerikanischer Politiker und Diplomat                                                                               | 71    |       |
| 12. September | Jules Violle                                 | französischer Physiker und Erfinder                                                                                    | 81    |       |
| 12. September | Zhang Xun                                    | chinesischer General und Politiker                                                                                     | 68    |       |
| 13. September | Georg Helm                                   | deutscher Mathematiker                                                                                                 | 72    |       |
| 13. September | Maks Pleteršnik                              | slowenischer klassischer Philologe, Slawist und Lexikograf                                                             | 82    |       |
| 14. September | Wilhelm Pfannkuch                            | deutscher Politiker (SPD) und Gewerkschafter, MdR                                                                      | 81    |       |
| 14. September | Fritz Rimrott                                | deutscher Ingenieur und Reichsbahnbeamter                                                                              | 73    |       |
| 14. September | Albert Wetzel                                | deutscher Geistlicher und Politiker (NLP), MdR                                                                         | 71    |       |
| 16. September | Itō Noe                                      | japanische Feministin und Anarchistin der Taishō-Zeit                                                                  | 28    |       |
| 16. September | Ōsugi Sakae                                  | japanischer Anarcho-Syndikalist der Taishō-Zeit                                                                        | 38    |       |
| 17. September | Otto Böckel                                  | deutscher Bibliothekar, Volksliedforscher und Politiker                                                                | 64    |       |
| 17. September | Suze la Chapelle-Roobol                      | niederländische Schriftstellerin                                                                                       | 67    |       |
| 17. September | Alexander von Dusch                          | deutscher Politiker und badischer Staatsminister (1905–1917)                                                           | 72    |       |
| 17. September | Rudolfine Fleischner                         | österreichische Politikerin (SDAP) und Erzieherin                                                                      | 49    |       |
| 17. September | Otto Freybe                                  | deutscher Meteorologe                                                                                                  | 57    |       |
| 17. September | Helene Pintsch                               | deutsche Mäzenin | 66    |       |
| 19. September | Max Bohm                                     | US-amerikanischer Maler                                                                                                | 55    |       |
| 19. September | William M. Bunn                              | US-amerikanischer Politiker und Territorialgouverneur im Idaho-Territorium (1884–1885)                                 | 81    |       |
| 19. September | George Alexander Pearre                      | US-amerikanischer Politiker                                                                                            | 63    |       |
| 20. September | Josef Siegl                                  | österreichischer Politiker (CSP), Abgeordneter zum Nationalrat                                                         | 36    |       |
| 20. September | Otto Veeck                                   | deutscher Theologe | 63    |       |
| 21. September | Gordon Battelle                              | amerikanischer Unternehmer                                                                                             | 40    |       |
| 21. September | Fidel Pagés                                  | spanischer Militärarzt                                                                                                 | 37    |       |
| 21. September | Friedrich Vollmer                            | deutscher Klassischer Philologe                                                                                        | 55    |       |
| 22. September | Ferdinand Avenarius                          | deutscher Dichter | 66    |       |
| 22. September | Rudolf Frische                               | deutscher Maler | 64    |       |
| 23. September | Antonio Francisco Xavier Alvares             | Erzbischof-Metropolit der (lateinischen) Erzdiözese von Ceylon, Goa und Indien innerhalb der Syrisch-Orthodoxen Kirche | 87    |       |
| 23. September | Ivo Ćipiko                                   | serbischer Schriftsteller kroatischer Herkunft                                                                         | 54    |       |
| 23. September | Peter Krützner                               | österreichischer Politiker (DnP), Abgeordneter zum Nationalrat                                                         | 57    |       |
| 23. September | John Morley, 1. Viscount Morley of Blackburn | britischer Politiker, Mitglied des House of Commons, Autor und Zeitungsmann                                            | 84    |       |
| 23. September | Luigi Tezza                                  | italienischer Ordensgeistlicher, Seliger                                                                               | 81    |       |
| 24. September | Jonas Burki                                  | Schweizer Landwirt und Politiker                                                                                       | 60    |       |
| 24. September | Gustav Wittfeld                              | deutscher Maschinenbau-Ingenieur und preußischer Baubeamter                                                            | 67    |       |
| 25. September | Wilhelm Gleichauf                            | deutscher Politiker (DDP)                                                                                              | 68    |       |
| 25. September | Cornelius Wilhelm von Heyl zu Herrnsheim     | deutscher Unternehmer, Kunstsammler und Politiker (NLP), MdR                                                           | 80    |       |
| 26. September | Charles Scrivener                            | australischer Vermesser                                                                                                | 67    |       |
| 26. September | Thomas U. Sisson                             | US-amerikanischer Politiker                                                                                            | 54    |       |
| 27. September | Alexander von Rabenau                        | deutscher Heimatforscher                                                                                               | 77    |       |
| 28. September | Ludwig Bendix                                | Theologe und Abgeordneter                                                                                              | 65    |       |
| 28. September | Ferdinand Hanusch                            | österreichischer Politiker (SDAP), Abgeordneter zum Nationalrat                                                        | 56    |       |
| 28. September | William York MacGregor                       | schottischer Maler des Spätimpressionismus                                                                             | 67    |       |
| 29. September | Juan Bautista Espínola Reyes                 | dominikanischer Musiker und Komponist                                                                                  | 29    |       |
| 29. September | Leo Fürbringer                               | deutscher Lokalpolitiker, Oberbürgermeister von Emden                                                                  | 80    |       |
| 29. September | Julius Heubach                               | deutscher Ingenieur | 53    |       |
| 29. September | Sebastian Hofmüller                          | deutscher Opernsänger (Tenor) und bedeutender Wagnerinterpret                                                          | 68    |       |
| 29. September | Benno Jaffé                                  | deutscher Chemiker, Industrieller und Kommunalpolitiker                                                                | 83    |       |
| 29. September | Walther Penck                                | deutscher Geomorphologe                                                                                                | 35    |       |
| 29. September | Ernst Sattler                                | deutscher Maler | 82    |       |
| 29. September | Anton Cyril Stojan                           | Erzbischof von Olmütz                                                                                                  | 72    |       |
| 29. September | Georg Wieland                                | deutscher Schreinermeister und Politiker (VP, DtVP), MdR                                                               | 81    |       |
| 30. September | Anton Memminger                              | deutscher Schriftsteller                                                                                               | 77    |       |
| 30. September | Christiane von Preysing                      | deutsche Mitbegründerin des Marianischen Mädchenschutzvereins und der ersten Katholischen Bahnhofsmission              | 70    |       |
| 30. September | Adolph Thiem                                 | deutscher Börsenmakler und Kunstsammler                                                                                | 91    |       |